# Vânturel de stâncă
Vânturelul de stâncă (Falco rupicolus) este o specie de pasăre de pradă aparținând familiei Falconidae. Anterior era considerată o subspecie a vânturelului roșu (Falco tinnunculus). Această specie apare în Africa, din nord-vestul Angolei și sudul Republicii Democrate Congo până în sudul Tanzaniei și la sud de Africa de Sud.